# Сан Лоренцо (Асколи Пичено)
Сан Лоренцо (итал. San Lorenzo) насеље је у Италији у округу Асколи Пичено, региону Марке.
Према процени из 2011. у насељу је живело 6 становника. Насеље се налази на надморској висини од 787 м.